# Pavel Nachimov

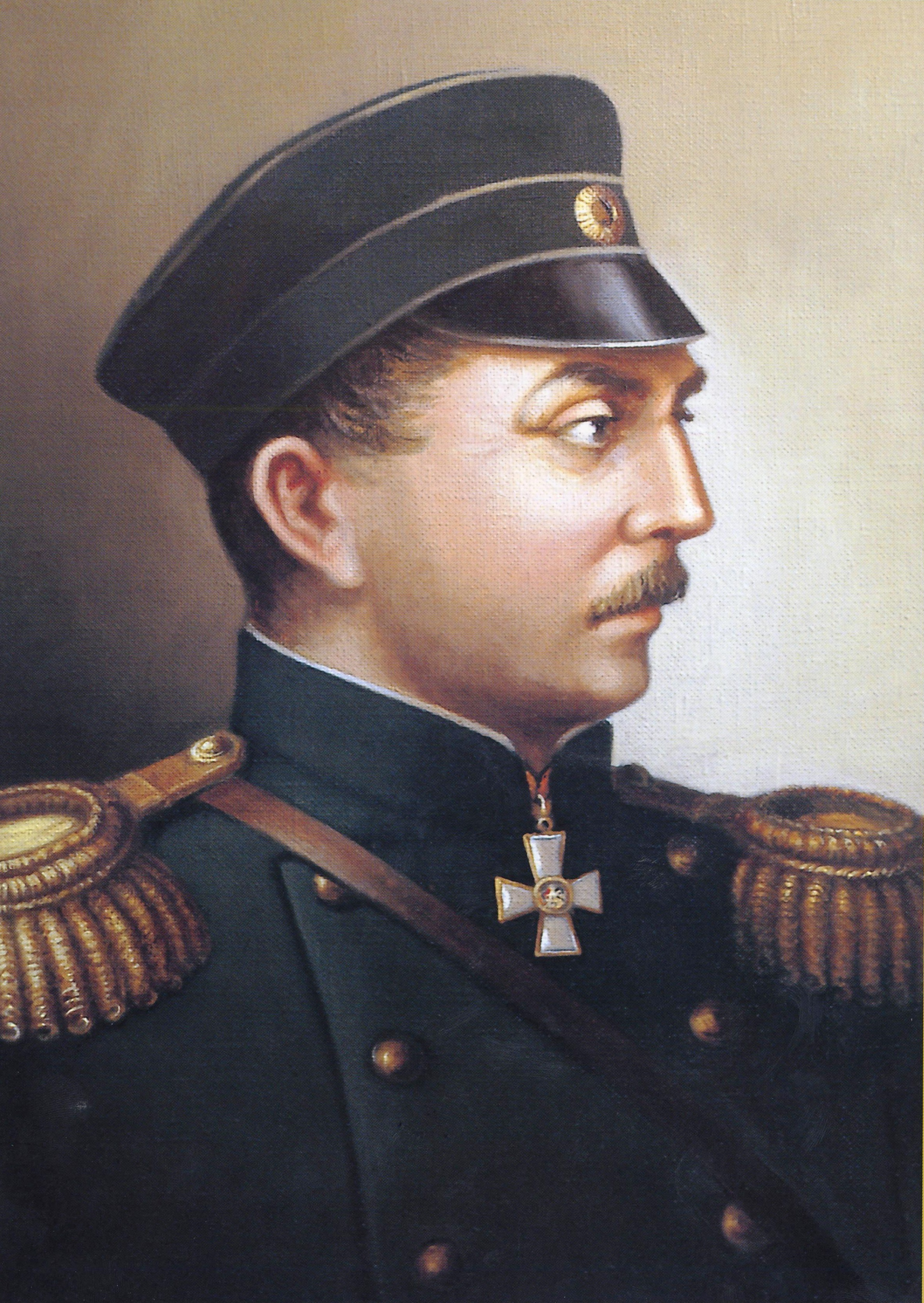
Pavel Nachimov

Pavel Stepanovitsj Nachimov (Russisch: Павел Степанович Нахимов) (Vjazma, Oblast Smolensk, 5 juli 1802 – Sebastopol, 12 juli 1855), was een Russische admiraal, militair en marinecommandant tijdens de Belegering van Sebastopol, gedurende de Krimoorlog.

## Loopbaan
Vanaf 1815, toen Nachimov 13 jaar oud was, bezocht hij de Koninklijke Marine Academie van Sint-Petersburg. In 1817 maakte hij zijn eerste reis op zee, langs de kusten van Zweden en Denemarken. In 1818 werd hij toegewezen aan de bemanning van de Flotski Ekipazj, een schip van de Russische Baltische Vloot.
Nachimov speelde een belangrijke rol tijdens de Krimoorlog. In 1853 werd de Ottomaanse vloot in de Slag bij Sinop verslagen. Op 10 juli 1855, terwijl hij in Sebastopol verbleef, werd Nachimov zwaargewond door een sluipschutter; hij overleed twee dagen later.